# Du ska tro på mej
Du ska tro på mej är en sång, skriven av Ingvar Wahlberg som ursprungligen spelades in av Sven-Ingvars och utgavs på EP-skivan Vid din sida i december 1966. samt på singel i mars 1967. De  fick också in sin version på Svensktoppen, där den låg under perioden 18 februari-29 april 1967. Sven-Ingvars gjorde även en nyinspelning av låten på albumet På begäran 1990.
Den spelades också in av Leif Hultgren 1974 på albumet Spår 1, av Jontez 2008 på albumet Om du vill så ska jag gå samt i duett Anne-Lie Rydé på albumet Dans på rosor 2010, i duett med Sven-Erik Magnusson.

## Listplaceringar
| Lista (1967) | Topplacering |
| ------------ | ------------ |
| Norge        | 2            |

### Fotnoter
1. ↑  ”Svensk mediedatabas”. http://smdb.kb.se/catalog/id/001469620. Läst 27 april 2011.
2. ↑  ”Svensk mediedatabas”. http://smdb.kb.se/catalog/id/001469637. Läst 27 april 2011.
3. ↑  ”Svensktoppen”. 11 augusti 1967. http://sverigesradio.se/Diverse/AppData/Isidor/files/2023/3466.txt. Läst 27 april 2011.
4. ↑  ”Svensk mediedatabas”. http://smdb.kb.se/catalog/id/001480641. Läst 27 april 2011.
5. ↑  ”Svensk mediedatabas”. http://smdb.kb.se/catalog/id/001884730. Läst 27 april 2011.
6. ↑  ”Svensk mediedatabas”. http://smdb.kb.se/catalog/id/002299573. Läst 27 april 2011.
7. ↑  ”Svensk mediedatabas”. Arkiverad från originalet den 11 november 2013. https://web.archive.org/web/20131111200754/http://smdb.kb.se/catalog/id/002664472. Läst 27 april 2011.
8. ↑  ”Du ska tro på mig”. Norwegiancharts. http://norwegiancharts.com/showitem.asp?interpret=Sven%2DIngvars&titel=Du+skal+tro+p%E5+meg&cat=s. Läst 27 april 2013.